# Чумаченко, Николай Григорьевич
Никола́й Григо́рьевич Чумаче́нко (1 мая 1925 — 14 октября 2011 года) — экономист, действительный член АН УССР (с 1982). С 1961 года — профессор Института народного хозяйства в Киеве (1967—70 — проректор), 1971—73 — заместитель директора Института экономики АН УССР, с 1973 директор Института экономики промышленности АН УССР (в Донецке) и с 1982 председатель Донецкого научного центра АН УССР. Автор работ по экономике промышленности и управления промышленным предприятием. Депутат Верховного Совета УССР 11-го созыва.

## Биография
Родился 1 мая 1925 года в крестьянской семье в селе Келегеи (ныне Гладковка). Учился в Келегейской неполной средней, а затем в Голопристанской школе № 1. В 1943-1949 годах — солдат Советской Армии в составе войск 4-го Украинского фронта. После демобилизации с февраля 1949 до 1961 работал на Кутаисском автомобильном заводе им. Г. К. Орджоникидзе старшим бухгалтером, начальником сектора материального учёта, заместителем главного бухгалтера и главным бухгалтером завода.
В период работы на заводе активно изучал экономику и хозяйственную деятельность предприятия. Член КПСС с 1955 года. Без отрыва от производства с отличием заканчивает в 1957 г. экономический факультет Тбилисского государственного университета и вступает в заочную аспирантуру Киевского финансово-экономического института, одновременно занимаясь производственной и исследовательской работой. Результаты последней изложены в ряде публикаций и диссертации на соискание ученой степени кандидата экономических наук «Вопросы анализа рентабельности социалистических промышленных предприятий (на примере промышленных предприятий. Кутаиси)» (1962 г).

## Творческий путь
С 1961 года началась преподавательская деятельность Н. Г. Чумаченко: по результатам конкурса избран старшим преподавателем кафедры учёта и анализа Киевского института народного хозяйства им. Д. С. Коротченко, а в августе 1964 года — заведующим созданной кафедры экономического анализа. В том же 1964 году ему присвоено ученое звание доцента.
Большое внимание Н. Г. Чумаченко уделял организации учебного процесса, работая заместителем декана учётно-статистического факультета, деканом факультета планирования промышленности, проректором института по заочной и вечерней формы обучения. Неоднократно избирался членом партийного бюро факультета, членом и секретарем партийного комитета института.
С августа 1967 по июнь 1968 года Н. Г. Чумаченко находился на научной стажировке в Иллинойсском университете (США), где выступил с докладами и опубликовал две статьи. В 1970 году Николай Григорьевич Чумаченко защитил в Московском экономико-статистическом институте диссертацию на соискание ученой степени доктора экономических наук на тему «Проблемы учёта и экономического анализа в управлении промышленным предприятием», в феврале 1971 года ему присвоено ученое звание профессора. В январе 1971 года Н. Г. Чумаченко назначен заместителем директора по научной работе Института экономики АН УССР, а в апреле 1972 года избран заместителем академика-секретаря Отделения экономики, истории, философии и права АН УССР. В апреле 1973 года Николай Григорьевич был назначен директором Института экономики промышленности АН УССР и заместителем председателя Донецкого научного центра АН УССР: под его руководством в институте начаты широкие исследования проблем совершенствования управления производством, региональной экономики, ускорение научно-технического прогресса. Он возглавил секцию научного совета центра «Развитие и размещение производительных сил Донбасса». В декабре 1973 года Николай Григорьевич Чумаченко избран членом-корреспондентом АН УССР.
В этот период Н. Г. Чумаченко придавал большое значение подготовке кадров экономистов высшей квалификации. С 1973 года он — профессор учётно-финансового факультета Донецкого государственного университета (по совместительству), преподавал авторские спецкурсы «Теория принятия управленческих решений», «Управление научно-техническим прогрессом», «Хозяйственный механизм социалистического общества». С сентября 1992 года заведовал кафедрой финансового менеджмента Донецкой государственной академии управления. Много сил и энергии Н. Г. Чумаченко отдал подготовке и изданию ряда учебников и учебных пособий, повышению уровня преподавания и практического осуществления бухгалтерского учёта в условиях перехода к международным стандартам.
В сентябре 1975 года Н. Г. Чумаченко возглавил отдел проблем управления производством Института экономики промышленности АН УССР, отдел которого исследует формирование организационных структур управления объединений, сочетание отраслевого и территориального управления экономикой, развития социалистического контроля.
Многолетний член редакционной коллегии журнала «Экономика Советской Украины», входил в состав редакционных коллегий журналов «Экономика промышленности», «Региональная экономика», «Менеджер», «Финансовый контроль», «Экономика и государство», «Уголь Украины», «Восток».
За создание методики Комплексной программы научно-технического прогресса в промышленности Донбасса к 2000 году трем научным сотрудникам молодёжного коллектива присуждены медали АН УССР с премией для молодых учёных и студентов за 1981 год. За активное привлечение молодежи к исследовательской работе Николаю Григорьевичу Чумаченко в 1987 году присвоено звание лауреата Всесоюзного смотра научно-технического творчества молодежи.
В 1976 году Н. Г. Чумаченко впервые возглавил сформированную в Донбассе специализированный совет по присуждению ученой степени доктора экономических наук. Под его руководством много ведущих ученых региона провели исследования и успешно защитили докторские диссертации. Возглавляя Институт экономики промышленности НАН Украины, Н. Г. Чумаченко большое внимание уделял развитию приоритетных направлений исследований: в 1974 году в институте при его участии созданы отделы проблем управления производством и проблем социально-экономического развития, в 1976 году — отдел проблем охраны труда, в 1977 году — отдел методологии планирования и стимулирования в промышленности, отдел проблем управления качеством в Днепропетровске, в 1979 году в Запорожье был сформирован отдел социально-экономических проблем по вопросам ликвидации ручного труда в промышленности, с 1981 года функционировало Днепропетровское отделение Института экономики промышленности. С целью развития исследований по актуальным проблемам современности в 1986 году в институте были открыты отдел экономических и социальных проблем автоматизации и отделом проблем эффективного использования производственного потенциала. Такие структурные преобразования обеспечили повышение эффективности фундаментальных исследований, ускорения внедрения их результатов в промышленности: если в 1973 году институтом внедрено 34 работы с экономическим эффектом 3,6 млн руб., то уже в 1986 году — 53 с экономическим эффектом 8,9 млн руб.
В марте 1981 года Н. Г. Чумаченко избран академиком-секретарем Отделения экономики АН УССР, а в феврале 1982 года Президиум АН СССР назначил его председателем Донецкого научного центра АН УССР. В апреле 1982 года избран действительным членом (академиком) АН УССР, в марте 1983 года — на очередной срок членом Президиума Академии наук УССР, с 1981 до 1993 года входил в состав редколлегии журнала «Вестник Академии наук Украинской ССР».
Как член Президиума АН СССР с 1981 года Н. Г. Чумаченко принимал активное участие в её работе, а как председатель Донецкого научного центра АН УССР — проводил большую организационную работу по мобилизации научных сил академических и отраслевых научно-исследовательских учреждений и вузов на решение региональных проблем. По его инициативе и под его непосредственным руководством впервые в республике разработана Комплексная программа научно-технического прогресса в промышленности Донецкой и Луганской областей в 2000 году, сформированы и реализованы региональные научно-технические программы «Донбасс», «Техническое перевооружение и реконструкция промышленности Донбасса». Последствия исследований научных учреждений центра были представлены на ВДНХ СССР в 1986 году в экспозиции «Ученые Донбасса — производству». На Международной ярмарке в Лейпциге в 1988 году Донецкий научный центр АН УССР был награждён медалью. Институт был также награждён дипломом почета ВДНХ СССР (1986), ему присуждена первая премия республиканского конкурса за научно-техническую разработку «Интенсификация использования вторичных ресурсов на основе программно-целевого метода» (1987).
В августе 1975 года Н. Г. Чумаченко был членом делегации Украинской ССР на Специальной сессии Генеральной Ассамблеи ООН. В течение 1976—1978 годов — постоянным представителем Украинской ССР в Комиссии ООН по транснациональным корпорациям. В течение 1978—1985 годов возглавлял Комиссию Государственного комитета науки и техники СССР по эффективности использования вычислительной техники стран-членов СЭВ.
В августе 1995 года Н. Г. Чумаченко по собственному желанию уволился с должности председателя Донецкого научного центра НАН Украины и директора Института экономики промышленности НАН Украины, оставшись руководителем отдела проблем управления производством ИЭП НАН Украины. В сентябре 1995 года назначен почётным директором Института экономики промышленности НАН Украины. До декабря 1998 года Николай Григорьевич выполнял обязанности члена Президиума НАН Украины, а после этого был назначен советником Президиума.
Умер 14 октября 2011 года. Похоронен в Киеве на Байковом кладбище (участок № 33).

## Научные интересы
Круг научных интересов Н. Г. Чумаченко был достаточно широк. Его исследования направлены на выявление резервов повышения эффективности общественного производства. В научных исследованиях Н. Г. Чумаченко можно выделить восемь направлений.
1. Информационная система управления — хозяйственный учёт и экономический анализ. Это направление исследований обусловлен характером производственной, а затем и педагогической деятельности ученого. Основная цель исследований — обеспечение такой организации бухгалтерского учёта и экономического анализа на предприятии, которая бы способствовала максимальному использованию информации в управлении производством.
Главные идеи повышения оперативности бухгалтерского учёта и экономического анализа как важной структурной части информационной системы управления изложены Чумаченко в докторской диссертации «Проблемы учёта и экономического анализа в управлении промышленным предприятием», во многих научных публикациях, а также в главах учебников «Бухгалтерский учёт» и «Бухгалтерский учёт в промышленности».
В последние годы Н. Г. Чумаченко выступил с серией фундаментальных статей из современных проблем бухгалтерского учёта в связи с внедрением международных стандартов бухгалтерского учёта, развитием управленческого учёта.
2. Совершенствование управления производством — центральная проблема исследований, которые проводит Н. Г. Чумаченко. Его теоретическим достижением в этой области стала, в частности, классификация функций управления, принципы организации аппарата управления, делегирование полномочий. Большое внимание ученый уделяет обоснованию практических рекомендаций в научных докладах, в журнальных и газетных статьях. Совместно с А. А. Гацой, В. В. Демьяненко и другими им подготовлен практическое пособие «Стиль, методы и приемы управления». Вместе с академиком НАН Украины В. К. Мамутовым Н. Г. Чумаченко принимал активное участие в обсуждении проекта Конституции СССР, Хозяйственного кодекса, государственного арбитража, защите проекта конституционного Закона Украины о государственной власти.
Большой вклад Николай Григорьевич сделал в развитие теории управленческих решений, а также в исследование процессов формирования и эффективности функционирования производственных и научно-производственных объединений. Обобщенные результаты исследований представлены в монографиях «Развитие производственных объединений в промышленности: вопросы теории и практики», «Развитие хозрасчетных отношений на промышленном предприятии: опыт и проблемы», во многих статьях и выступлениях на международных и всесоюзных, а позднее всероссийских научных конференциях. Под руководством Н. Г. Чумаченко и при его участии подготовлены предложения дальнейшего расширения хозяйственной самостоятельности предприятий и объединений, повышение уровня плановой работы, разработаны основные направления укрепления взаимодействия отраслевого и территориального подходов к управлению народным хозяйством.
3. Проблемы автоматизации управления. Диапазон исследований проблем автоматизации управления, которые проводил Н. Г. Чумаченко, широкий. Это и обобщение опыта создания АСУП в черной металлургии УССР, автоматизация управления научно-техническим прогрессом на отраслевом и региональном уровнях; синтез существующих автоматизированных систем управления производством в интегрированную систему управления на различных уровнях.
4. Экономика и управление отраслями промышленности. Большое внимание уделял Н. Г. Чумаченко проблемам интенсификации производства, повышения его эффективности. На примере машиностроительных предприятий Донбасса он анализировал различные факторы интенсификации промышленного производства, обосновывал роль экономической науки в интенсификации общественного производства. Исследования экономических процессов в ряде отраслей промышленности использованы для разработки предложений по совершенствованию планирования, повышения производительности труда, развития вспомогательных производств, расширения связей с наукой, совершенствование управления и контроля.
Н. Г. Чумаченко активно привлекался к обобщению последствий экономического эксперимента, который проводился в стране по вопросам расширения прав и повышение ответственности объединений и предприятий. Под его руководством подготовлены научные доклады в вышестоящие органы управления. Обобщение результатов проведенных исследований представлено в монографии «Экономические методы управления», которая была одновременно опубликована в Софии и Киеве.
В последние годы исследования Н. Г. Чумаченко были сосредоточены на разработке концепции государственной промышленной политики и организационного механизма управления государственным сектором промышленности.
За активное участие в исследовании проблем отрасли Н. Г. Чумаченко был награждён знаками «Шахтерская слава» I, II и III степеней, ему присуждена премия ЦК ЛКСМ Украины и Министерства угольной промышленности Украинской ССР в области науки и техники.
5. Управление экономикой региона. Под руководством Н. Г. Чумаченко и при его участии проводится систематический анализ развития отраслей экономики Донецкой области. Больше всего он касается экономического и социального развития региона, формирования образцового города, создание системы внедрения передового опыта, развития продовольственного комплекса городов Бердянска и Мариуполя, роли Донбасса в топливно-энергетическом балансе Украины, предпосылок и концепции создания зоны свободного предпринимательства в Донецкой области.
6. Управление научно-техническим прогрессом. Опыт формирования и развития системы территориального управления НТП Н. Г. Чумаченко обобщил в информационных материалах, в статьях, докладах на конференциях. В сентябре 1982 года Н. Г. Чумаченко доложил о проблемах территориального управления НТП на бюро Отделения экономики АН СССР, которое одобрило проведенную работу и утвердило Н. Г. Чумаченко председателем Проблемной комиссии по вопросам территориального управления научно-техническим прогрессом Научного совета АН СССР по экономическим проблемам научно-технической революции.
Теоретическое обобщение проблем формирования системы территориального управления научно-техническим прогрессом изложены Чумаченко в монографиях «Экономическая эффективность научно-технического прогресса», «НТР и совершенствование управления социалистическим производством», «Совершенствование управления экономикой региона», «Экономические проблемы развития территориальных научно-технических комплексов», «Проблемы регионального управления научно-техническим прогрессом: теория, методика, практика» и справочнике «Научно-технический прогресс: вопросы и ответы».
В своих исследованиях Н. Г. Чумаченко обратился и к экономическим проблемам автоматизации производства: определение эффективности гибких средств автоматизации производства в машиностроении, выделение доли прибыли, расходуемой на мероприятия по автоматизации производства. Обобщенные результаты этих исследований представлены в монографиях «Эффективность автоматизации производства», «Экономические условия автоматизации производства».
7. Экономические проблемы экологии и ресурсосбережения. Эта проблема очень актуальна для Донбасса и поэтому понятна научная заинтересованность ею Н. Г. Чумаченко. В монографии «Актуальные проблемы охраны окружающей среды» им фундаментально разработаны проблемы снижения антропогенного воздействия на природу, определены организационно-экономические предпосылки формирования экологической реконструкции Донбасса.
Проблемы охраны окружающей среды тесно связаны с проблемами ресурсосбережения. А главным направлением их решения является интенсификация общественного производства. Этой проблеме была посвящена разработка методических рекомендаций по комплексной системе управления качеством продукции и эффективного использования ресурсов на промышленных предприятиях Донецкой области, а также монографии «Интенсификация промышленного производства» и «Интенсивное развитие индустрии». В последней Н. Г. Чумаченко работает над проблемой сохранения материальных ресурсов: снижение материалоемкости производства, комплексного использования материально-сырьевых ресурсов и снижение запасов товарно-материальных ценностей за счет ускорения оборота средств и улучшение материально-технического снабжения.
Как для Донбасса, так и для большинства регионов Украины актуальной является проблема использования промышленных отходов и вторичных ресурсов. Этой проблеме Н. Г. Чумаченко уделяет систематическое внимание. Его внимание также сосредоточено на разработке долгосрочных региональных программ комплексного использования вторичных ресурсов, формировании Генеральной схемы управления комплексным использованием отходов и вторичных ресурсов в регионе. При участии Николая Григорьевича разработана программа использования отходов производства в Донецкой области до 2005 года и система управления использованием отходов. Большое внимание ученый уделяет совершенствованию планирования поставок металлопродукции как одном из направлений ресурсосбережения.
Последние годы внимание Николая Григорьевича было приковано к экономическим проблемам экологии, и прежде всего рационального использования целевых ресурсов. Он подготовил доклад на семинаре в Международном институте прикладного системного анализа (Лаксенбург, Австрия), а также статьи в сборнике научных трудов и журнале.
8. Анализ экономических реформ в Украине. В начале процесса реформ Н. Г. Чумаченко работал над разработкой программ и концепций перехода страны к рыночным отношениям и схемы управления народным хозяйством. Позже он занимался формированием концептуальных основ промышленной политики.
Для активизации исследований в области экономических реформ Н. Г. Чумаченко обосновал необходимость создания Академии экономических наук Украины. На учредительном собрании 1993 года принято решение о создании Академии экономических наук Украины, президентом которой был избран академик НАН Украины Н. Г. Чумаченко. В 2003 году Н. Г. Чумаченко избирают членом Американской академии экономических наук.
Под руководством Н. Г. Чумаченко и при его участии разработаны предложения относительно экономических преобразований и противодействия экономической зависимости страны. Он был инициатором и участником разработки проектов концепции государственной промышленной региональной научно-технической политики, государственного регулирования экономики, реструктуризации промышленности страны.
Среди последних работ — анализ управления государственным сектором в промышленности, трансформационных процессов в экономике, осуществления структурной политики, институциональных преобразований, программно-целевого метода в бюджетном процессе, рекомендации по экономической интеграции страны в ЕС.

## Организатор науки
В начале перехода к рыночным отношениям широко распространялась мысль об отказе от планирования экономического и социального развития. В серии статей «Видеть грядущее», Н. Г. Чумаченко обосновал необходимость долгосрочного и текущего планирования, ссылаясь позже на опыт местного управления в Японии и Китайской Народной Республике, муниципального самоуправления в США.
Значительное внимание Н. Г. Чумаченко уделял поиску путей достижения оптимального сочетания территориального и отраслевого аспектов управления. В этом плане в последние годы им основательно исследовались проблемы экономической самостоятельности и самофинансирования региона, разрабатывались концептуальные материалы для областей, особенно в отношении проблемы формирования местных бюджетов как основы экономической самостоятельности региона.
В 1994 г. по инициативе и под руководством Н. Г. Чумаченко создана Украинская ассоциация региональных наук. В последние годы исследования Н. Г. Чумаченко были посвящены дальнейшему развитию регионалистики, вопросам экономического развития региона, его территориальной организации.

## Преподавательская и методическая деятельность
Н. Г. Чумаченко уделял значительное внимание обеспечению учебного процесса в экономических вузах. Он в течение периода 1961—1971 годов был старшим преподавателем, доцентом, заведующим кафедрой экономического анализа, заместителем декана учётно-статистического факультета, деканом факультета планирования промышленности, проректором по вечерней и заочной формы обучения Киевского института народного хозяйства.
В период работы директором Института экономики промышленности НАН Украины он преподает в Донецком государственном университете и одновременно участвует в подготовке учебников и учебных пособий «Теория управленческих решений», «Бухгалтерский учёт», «Организация, планирование и управление деятельностью промышленных предприятий», «Функционально-стоимостный анализ», «Бухгалтерский учёт в промышленности».
С апреля 1998 года Н. Г. Чумаченко возглавлял кафедру учёта в кредитных и бюджетных учреждениях и экономического анализа Киевского национального экономического университета. По его инициативе и при его участии проведена работа по трансформации курса «Экономический анализ» в современных требований. При участии Н. Г. Чумаченко создана кафедра учёта и аудита в Донецкой государственной академии управления, которую он возглавил.
Николай Григорьевич принимал участие в разработке сборника тестов по курсу «Финансовый менеджмент», рецензировал «Финансовый словарь», работы по проблемам теории принятия экономических решений, поддерживал издание пособий по контролю, ревизии, аудита и контрольно-ревизионной службы, судебно-бухгалтерской экспертизы. Н. Г. Чумаченко рецензировал издание хрестоматии по украинской экономической мысли, издание монографии С. М. Злупко «Экономическая мысль Украины (от древности до современности)», издание перевода на украинском языке книги М. И. Туган-Барановского «Основы политической экономии». Н. Г. Чумаченко также нарушил дискуссию с использованием экономических терминов, в частности, «рыночная экономика» относительно современного состояния экономики Украины.

## Награды
В 1980 году за цикл работ по вопросам планирования экономического и социального развития территориально-производственных комплексов и городов Н. Г. Чумаченко присуждена премия Академии наук Украинской ССР им. А. Г. Шлихтера.
За цикл работ по экономическим проблемам автоматизации производства Г. Г. Чумаченко присуждена премия Академии наук за 1992 г. им. М. И. Туган-Барановского.